# 張維岳 (嘉靖進士)
張維岳（1495年—？），字堯臣，浙江杭州右衛人，軍籍，明朝政治人物。

## 生平
嘉靖十三年（1534年）甲午科順天府鄉試第四十七名舉人。嘉靖十四年（1535年）中式乙未科會試第六十六名，登第三甲第五十六名進士。歷官礼部主事、员外郎、祠祭司郎中，三十一年任潮州府通判。

## 家族
曾祖張義；祖父張顒，遇例冠帶；父張琪，遇例冠帶。母柴氏；繼母傅氏。具庆下。